# Província Oriental (Açores)
A Província Oriental dos Açores foi uma divisão administrativa de Portugal, criada em 28 de Junho de 1833, na sequência da cisão, em duas entidades separadas, da anterior Província dos Açores. A província tinha a sede em Ponta Delgada e incluía as ilhas de São Miguel e de Santa Maria do arquipélago dos Açores.
A criação da Província Oriental dos Açores resultou da exigência de habitantes da ilha de São Miguel que não queriam ficar subordinados à ilha Terceira numa única entidade administrativa. Até aí, o que viria a ser a nova província, formava a comarca de Ponta Delgada, com um subprefeito, subordinado ao prefeito sedeado em Angra.
A nova Província Oriental passou a dispor de um prefeito - representando o governo central - e de uma Junta Geral - como órgão de governo próprio, eleito localmente.
Em 1835 foi decretada uma nova reforma administrativa do país, que o dividia em distritos, cada qual com um governador civil e uma Junta Geral. As províncias foram mantidas, mas sem órgãos próprios, formando apenas agrupamentos de distritos para fins estatísticos e de referência geográfica. Sem órgãos próprios, a Província Oriental dos Açores continuou a existir, englobando um único distrito, o de Ponta Delgada.